# Vuolemus Våkajaure
Vuolemus Våkajaure är en sjö i Kiruna kommun i Lappland och ingår i Torneälvens huvudavrinningsområde. Sjön har en area på 0,307 kvadratkilometer och ligger 666 meter över havet. Sjön avvattnas av vattendraget Harrejåkkå.

## Delavrinningsområde
Vuolemus Våkajaure ingår i det delavrinningsområde (762633-169314) som SMHI kallar för Utloppet av Silpajaure. Medelhöjden är 728 meter över havet och ytan är 16,09 kvadratkilometer. Räknas de 2 avrinningsområdena uppströms in blir den ackumulerade arean 30,38 kvadratkilometer. Harrejåkkå som avvattnar avrinningsområdet har biflödesordning 3, vilket innebär att vattnet flödar genom totalt 3 vattendrag innan det når havet efter 491 kilometer. Avrinningsområdet består mestadels av kalfjäll (92 procent). Avrinningsområdet har 0,84 kvadratkilometer vattenytor vilket ger det en sjöprocent på 5,2 procent.